# La Ferté-Gaucher
La Ferté-Gaucher ist eine französische Gemeinde mit 4762 Einwohnern (Stand: 1. Januar 2022) im Département Seine-et-Marne in der Region Île-de-France. Sie gehört zum Arrondissement Provins im Kantons Coulommiers. Die Einwohner werden Fertois genannt.

## Geographie
Die Gemeinde La Ferté-Gaucher liegt am Fluss Grand Morin, etwa 20 Kilometer östlich von Coulommiers, etwa 30 Kilometer nordöstlich von Provins und 80 Kilometer östlich von Paris.

## Bevölkerungsentwicklung
| Jahr      | 1946 | 1954 | 1962 | 1968 | 1975 | 1982 | 1990 | 1999 | 2006 | 2011 |
| Einwohner | 2176 | 2019 | 2585 | 3258 | 3821 | 3871 | 3924 | 4150 | 4057 | 4557 |

## Sehenswürdigkeiten
Siehe auch: Liste der Monuments historiques in La Ferté-Gaucher
- Überreste der ehemaligen Prioratskapelle Saint-Martin aus dem 11. Jahrhundert
- Pfarrkirche Saint-Romain
- Markthalle, erbaut 1880 bis 1882

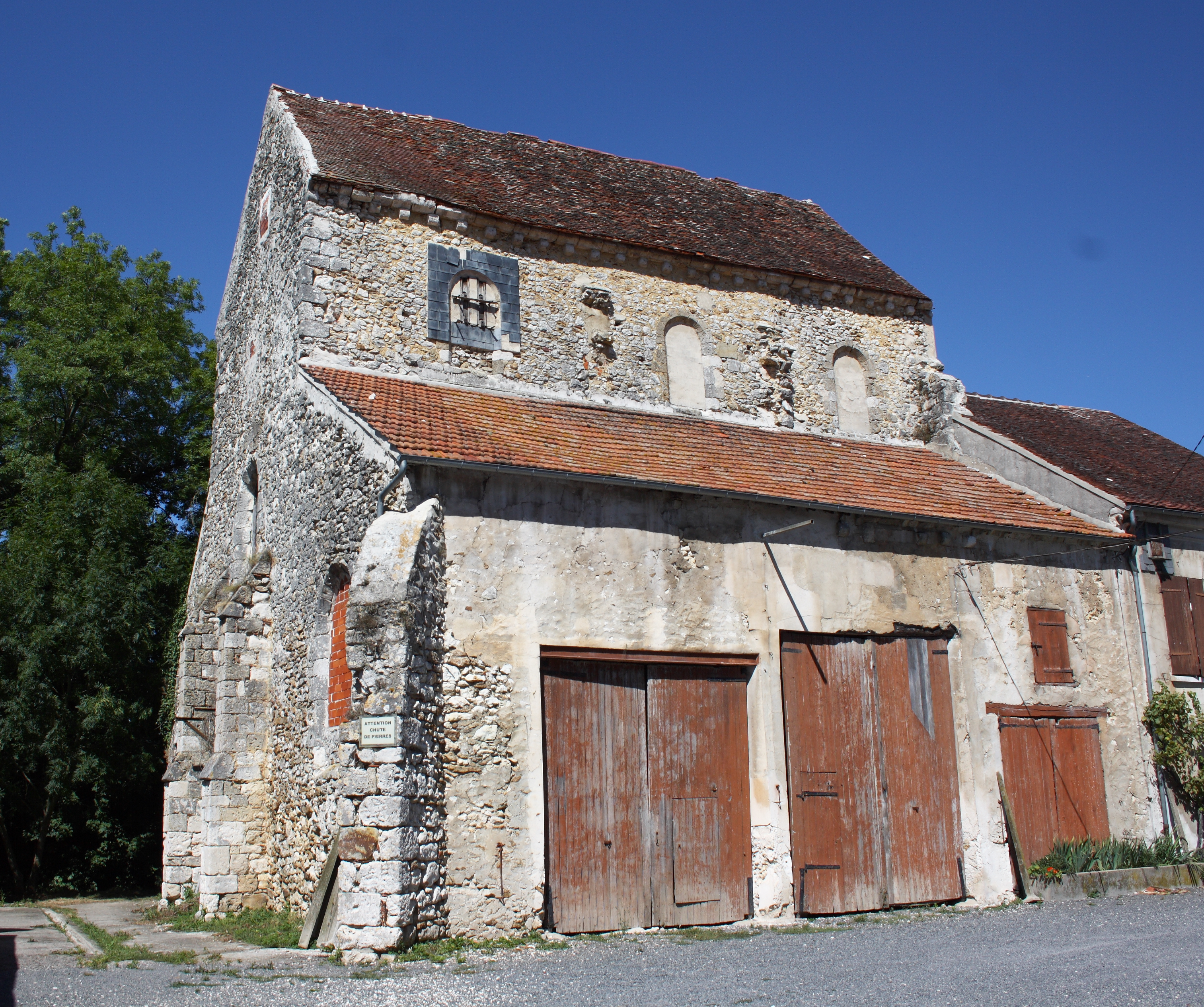
Ehemalige Kapelle Saint-Martin
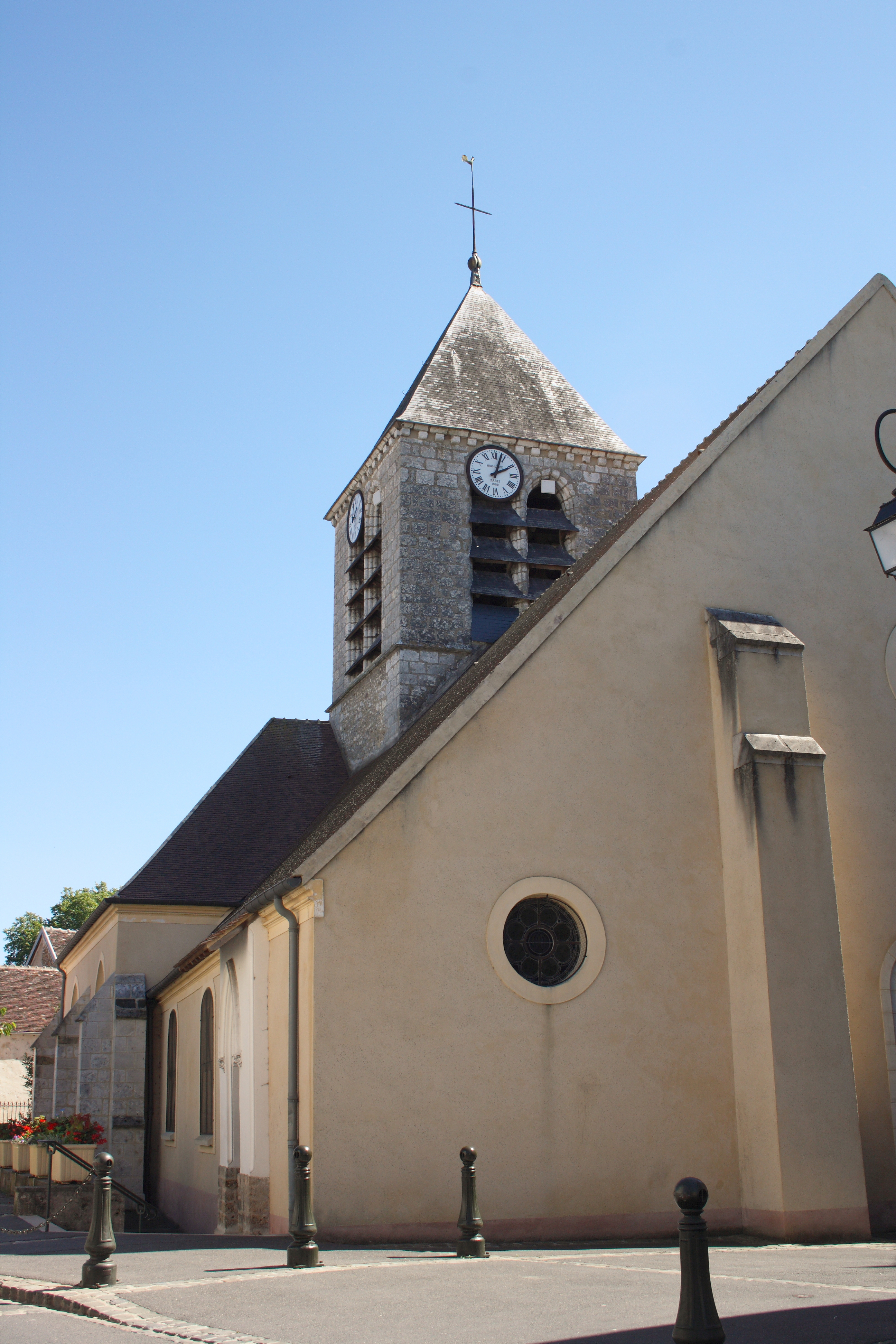
Pfarrkirche Saint-Romain

## Gemeindepartnerschaften
- Bedburg-Hau (seit 1990)

## Persönlichkeiten
- Noël Forgeard (* 1946), von 2005 bis 2006 Vorstandsvorsitzender der Airbus Group